# Sinofranchetia
Sinofranchetia é um género botânico pertencente à família Lardizabalaceae.

## Espécies
- Sinofranchetia chinensis